# Râul Mămuca
Râul Mămuca este un curs de apă, afluent al râului Isachea. 

## Hărți
- Harta județului Suceava